# Ion Lăpușneanu
Ion Lăpușneanu (Bukarest, 1908. december 8. – 1994. február 24.), román válogatott labdarúgókapus, edző.
A román válogatott tagjaként részt vett az 1930-as világbajnokságon.